# Bijaći
Bijaći è una località del comune di Castelli, in Dalmazia, antica città croata capitale della Croazia Bianca di cui oggi i resti sono riemersi in un'importante area archeologica. In italiano la località è storicamente nota come Santa Marta.

## Storia
La città fu fondata nel 100 da veterani e coloni romani con il nome di Siculi, a pochi chilometri da Salona, tra quest'ultima, la costa e la città di Trogirium (Traù).
Nel 700 la città fu conquistata dai croati che le diedero il nome slavo attuale. Nel IX secolo fu costruita dal re Trpimir la basilica di Santa Marta.

## Area archeologica
Attualmente della città restano solo le rovine, fra cui le fondamenta della basilica di Santa Marta e la tomba di un principe croato non identificato. Fra i resti di quello che presumibilmente dovette essere un trono è stata rinvenuta una delle prime testimonianze dell'uso del termine "croati" nei balcani (CROATORUM), VIII secolo.